# Клек најтси
Најтси Клек су клуб америчког фудбала из села Клек, поред Зрењанина у Србији. Основани су 2005. године и своје утакмице играју на стадиону Мала Америка. Такмиче се тренутно у Првој лиги Србији, другом рангу такмичења - Група Север.

## Успеси
- 19 тим у Европи 2010. године (ЕФАФ Топ 20 листа)
- Победници ЕФАФ купа изазивача 2010.
- Прваци САФС-а 2006. и 2007.
- Прваци међународног турнира у арена фудбалу (Њиређхаза 2013)